# Tomoyoshi Tsurumi
Tomoyoshi Tsurumi (jap. 鶴見 智美 Tsurumi Tomoyoshi; ur. 12 października 1979) – japoński piłkarz występujący na pozycji pomocnika.

## Kariera klubowa
Od 2002 do 2008 roku występował w klubach Ventforet Kofu, Shimizu S-Pulse i Cerezo Osaka.